# Tennessee Titans
Tennessee Titans er et professionelt amerikansk fodboldhold, der spiller i AFC South-divisionen i NFL. Holdet har hjemme i Nashville, Tennessee, og spiller sine hjemmekampe på LP Field. Klubben blev grundlagt i 1960 som AFL-hold under navnet Houston Oilers, og flyttede først til Tennessee i 1997. Fra 1997 til 1999 var holdets navn Tennessee Oilers, men herefter blev det ændret til Titans. I sin tid i AFL-ligaen vandt holdet mesterskabet to gange, 1960 og 1961. Som NFL-hold vandt holdet AFC-mesterskabet i 1999, men tabte 23-16 til Saint Louis Rams i Super Bowl.